# فلستيون

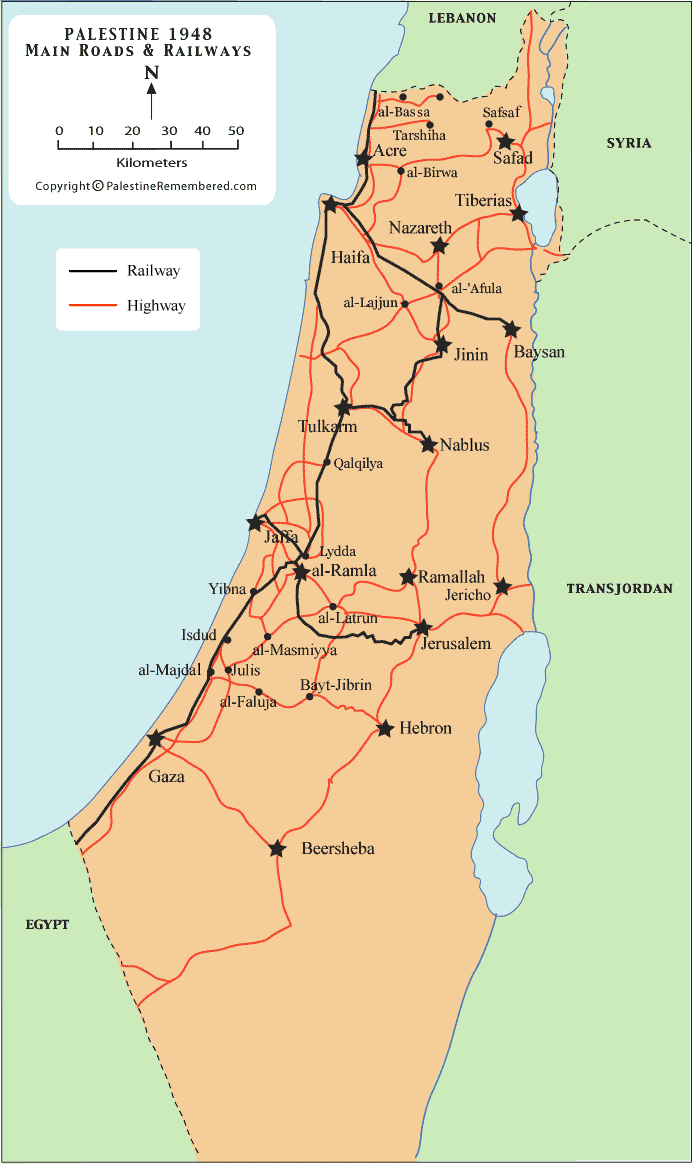

الفلستيون أو الفلستينيون (مفرده فلستي من أرض فلستة) هم أبناء شعب قديم استقروا في مدن كنعانية كغزة وعسقلان وأسدود وشيدوا حضارة قديمة مذكورة في الكتاب المقدس (العبرية: פלשתים؛ نقحرة: "پلشتيم") على أنهم من شعوب البحر التي هاجرت من كريت أو الأناضول (قد تكون جزيرة كريت الحالية حسب رأي مؤرخي الكتاب المقدس) واستقرت في المنطقة الساحلية الجنوبية من أرض كنعان. عندما دمر الملك نبوخذ نصر الثاني ملك بابل نظامهم السيادي، بعد أن خضعت بالفعل لعدة قرون من قبل آشور. بعد أن أصبحوا جزءًا من إمبراطوريته وخليفتها، الإمبراطورية الفارسية، فقدوا هويتهم العرقية المميزة واختفوا من السجل التاريخي والأثري بحلول أواخر القرن الخامس قبل الميلاد. وفي وثائق مصرية قديمة يعرفون باسم PRST.,r] وقد جاءت على ذكرهم أيضاً إحدى الجداريات الفرعونية في وادي الملكات (الأقصر) التي تعود إلى زمن الملكة حتشبسوت (الأسرة الخامسة) على أنهم حطوا الرحال على ساحل مريوط، فقام الفراعنة بإجلائهم عن مصر فانقسموا إلى جماعتين، الجزء الأكبر ذهب إلى فلسطين التاريخية، أما الجزء الأصغر فتوجة غرباً مستقراً في مدينة درنة الليبية وحولها.
عاش الفلستيون في القرن ال12 قبل الميلاد في الساحل الجنوبي من بلاد كنعان في القسم الجنوبي الغربي من ساحل سوريا، في المنطقة بين غزة في الجنوب ويافا في الشمال. أطلق اسمهم على هذه المنطقة حيث عرفت باسم «پلشت» (بالعبرية) أو «پالاستو» (بالأكدية). بعد استقرارهم في بلاد كنعان اعتنق الفلستيون الديانة الكنعانية وأخذ يعبدون معبودات كنعانية مثل داجون. لم تبق من لغة الفلستيين إلا بعض الكلمات، ولا يعرف بوضوح إن كانوا قد تبنوا إحدى اللغات الكنعانية أو تمسكوا بلغاتهم الأصلية، ويمكن أن تكون لغتهم قد أصبحت مزيجا من لغتهم الأصلية مع إحدى اللغات الكنعانية.
الفلستيون على الأغلب وراء تسمية المنطقة كلها فيما بعد بفلسطين. أطلق المؤرخ الإغريقي هيرودوت اسم سورية الفلسطينية "Syria Palestinae" في كتبه في القرن السادس قبل الميلاد على عموم المنطقة الجنوبية الغربية من بلاد الشام. أصبح هذا الاسم رسمياً في الإمبراطورية الرومانية في القرن الثاني للميلاد، وشاع في اللغات الأوروبية وفي اللغة العربية بصيغة فلسطين.